# Mitsuru Kaneko
Mitsuru Kaneko (金子 満, Kaneko Mitsuru), né le 1er janvier 1939 à Tokyo et mort le 15 juin 2018) est un professeur d'université, réalisateur, producteur et scénariste japonais. Au cours des années 1970 et années 1980, il a créé et participé à la création de dessins animés. Il a enseigné à l'université de technologie de Tokyo.

## Biographie
Fils d'un cadre de la société de production de film Tōhō, il suit d'abord des études de droit à l'université Keiō avant de partir aux États-Unis où il obtient un diplôme de l'école de cinéma de l'université de Californie du Sud. Devenu producteur de téléfilms pour Fuji TV, il se lance dans la production d'animés.
En 1974, il fonde la société MK Production, pour laquelle il va produire et scénariser plusieurs séries : La Tulipe Noire, Belle et Sébastien et surtout Les Mystérieuses Cités d'or dont il est l'un des créateurs et scénaristes originaux. En plus des Mystérieuses Cités d'or, il retravaillera avec Jean Chalopin, Bernard Deyriès et la DIC sur la série Pole Position où il est producteur.
En 1978, il acquiert les droits d'adaptation et d'exploitation de Capitaine Flam (anglais : Capitaine Future), ouvrage d'Edmond Hamilton. Il propose ce projet à son ami Ken Ariga, qui produira la série animée via Toei Animation.
En 1980, il fonde à Shibuya le studio d'images de synthèse JCGL (Japan Computer Graphics Laboratory), le premier du Japon. Ce dernier recevra la visite de Bill Gates. Le studio lancera en 1982 le premier dessin animé dessiné par ordinateur Kojika monogatari, d'après la nouvelle de Marjorie Kinnan Rawlings, The Yearling.
Le même studio produira un film d'animation en 1984 où les vaisseaux spatiaux sont réalisés en 3D, SF Shinseiki Lensman.
À la suite de problèmes financiers, de l'obsolescence rapide et du prix des équipements, le studio est par la suite racheté par Namco.
En 1987, avec Jim Kristoff, il est un des fondateurs de la société d'effets spéciaux Metro Light Studio, studio qui gagnera avec Total Recall, l'Oscar des meilleurs effets visuels.
Depuis 1996, il est professeur à l'université de technologie de Tokyo.
Il est conseiller à la création pour MoviePlus sur Les Mystérieuses Cités d'or saison 2. Cependant, le 10 octobre 2013, il répond sur une page Facebook « The Mysterious Cities of Gold 2: letter to the japanese creators », que la production et les chaînes de télévisions responsables de la seconde saison n'ont pas retenu ni suivi le projet qu'il souhaitait mettre en place pour cette suite.
Il meurt le 15 juin 2018 des suites d'une maladie.

## Séries télévisées d'animation
- Les contes de la jungle (1974): auteur et producteur
- La Tulipe Noire (1975) : auteur et producteur
- Gaikin (1976): producteur
- Marco Polo (1979): Producteur et scénariste
- Belle et Sébastien (1980) : adaptation, scénariste et producteur
- Les Mystérieuses Cités d'or (1982) : idée originale, scénariste et producteur
- Jodie et le Faon (The yearling) (1983)
- Lensman (1984)
- Pole Position (1984) : producteur